# Coffee table book
En coffee table book er en bog, der er beregnet til at ligge på et sofabord eller et lignende sted, hvor gæsterne sidder og skal underholdes, og dermed inspirerer til samtale eller afhjælpe kedsomhed. De har tendens til at være for store og tunge, da der ikke er et presserende behov for at de er håndterbare. Bogens emneområde er generelt begrænset til ikke-fiktion, og er normalt visuelt orienterede. Sider består hovedsagelig af fotografier og illustrationer, ledsaget af billedtekster og små tekstblokke, i modsætning til den lange prosatekst. Da de er rettet mod alle, der har adgang til bogen, er den letlæselig, emnet behandles ofte grundlæggende uden at gå i dybden. På grund af dette, kan udtrykket "coffee table book" bruges nedsættende og angive en overfladisk tilgang til emnet.